# 増山正任
増山 正任（ましやま まさとう）は、江戸時代前期から中期の大名。伊勢長島藩の第2代藩主。長島藩増山家3代。

## 生涯
延宝7年（1679年）、常陸下館藩主・増山正弥の長男として生まれる。幼名は大助、通称は内記。元禄5年（1692年）10月28日、将軍徳川綱吉に御目見する。元禄10年12月18日（1698年）、従五位下・対馬守に叙任する。宝永元年（1704年）7月12日、父の死去により跡を継ぐ。同年8月25日、弟正元へ蔵米1000俵を支給し、旗本とする。
宝永2年（1705年）6月10日、初めてお国入りする許可を得る。しかし宝永4年（1707年）10月の大地震、宝永5年（1708年）の地震、宝永6年（1709年）の大風雨、正徳元年（1711年）、正徳4年（1714年）、享保5年（1720年）、享保7年（1722年）の風水害で藩は大被害を受け、荒廃した。このため、藩士に堤防を警備させ、治水工事を行なうなどしている。
佐藤直方や三宅尚斎ら多くの学者・武術者を招聘して文武を奨励し、藩士の教育化に努めた。また、連年風水害による凶作に備えて義倉を設置し、90歳以上の老人には扶持を与えるなど、当時としては革新的な福祉政策も採用した。
享保8年（1723年）2月25日、奏者番に就任する。寛保元年（1741年）10月13日、奏者番を辞職し、鴈間詰めとなる。寛保2年（1742年）4月7日、病気のため次男の正武に家督を譲って隠居し、延享元年（1744年）7月3日に死去した。享年66。

## 系譜
父母
- 増山正弥（父）
- 寿光院、杉浦氏（母） - 側室

正室
- 源姫、清泉院 - 小笠原長章の娘

子女
- 増山正武（次男） 生母は源姫
- 増山正篤
- 本多忠方正室、生母は源姫